# Łuszczakowate
Łuszczakowate, ziarnojady, ziębowate (Fringillidae) – rodzina ptaków z rzędu wróblowych (Passeriformes) obejmująca ponad 220 gatunków. Zasiedlają różnorodne środowiska, od lasów po obszary pustynne lub zurbanizowane.

## Występowanie
Zamieszkują cały świat poza Australią, Madagaskarem i Antarktydą; w Oceanii występują jedynie na Hawajach.
W Europie gnieździ się około 18 gatunków, a kilka zalatuje. Do polskiej awifauny zalicza się 18 gatunków, z czego 11 to ptaki lęgowe.

## Charakterystyka
Charakteryzują się następującymi cechami:
- odżywiają się nasionami, w okresie lęgowym często uzupełnionymi owadami
- w dziobie specjalne listwy ułatwiające łuskanie ziaren
- gniazda na ziemi lub drzewach, w zniesieniu zwykle 4 do 6 jaj
- w okresie polęgowym często zbierają się w stada (czasem wielogatunkowe)
- masa 12–60 g
- niektóre gatunki (z rodzaju Loxia – krzyżodzioby) mają skrzyżowane szczęki.

## Systematyka
Do rodziny zaliczane są następujące podrodziny:
- Fringillinae – zięby
- Euphoniinae – organki
- Carduelinae – łuskacze

W starszych ujęciach systematycznych ptaki z podrodziny organek (Euphoniinae) zaliczane były do rodziny tanagrowatych (Thraupidae).